# Novi Marof
Novi Marof (kajkavisk: Nuovi Narof) er en by i det nordvestlige Kroatien, beliggende syd for Varaždin og øst for Ivanec, i Varaždin distrikt. Den ligger i skæringspunktet mellem statsvejene D3 (fra syd til nord) og D24 (fra vest) og er også forbundet med motorvej A4, statsvej D22 (fra øst) og R201 jernbane.

## Historie
I slutningen af det 19 og begyndelsen af det 20. århundrede var Novi Marof en distriktshovedstad i Varaždin distrikt i Kongeriget Kroatien-Slavonien.

## Kultur
Byen var hjemsted for det kroatiske uafhængige pladeselskab Ill In The Head, indtil det flyttede til Canada.
Byen har mindesmærker for:
- |Kroatiske soldater og civile, der døde eller forsvandt under og efter Anden Verdenskrig.[1] og for et helikopterstyrt under Den kroatiske selvstændighedskrig.[2]